# 齊廷珪
齊廷珪（1450年—？），字朝重，陝西平涼府隆德縣人，軍籍，明朝政治人物。

## 生平
陝西鄉試第二十四名舉人，成化十一年（1475年）中式乙未科會試第一百四十五名，三甲第四十四名進士。

## 家族
曾祖齊莊，贈知州；祖父齊禮，知府；父齊經，知州。